# Prvenstvo Hrvatske u hokeju na ledu 1939./40.
Prvenstvo Hrvatske u hokeju na ledu u sezoni 1939./40. bilo je prvo prvenstvo Banovine Hrvatske. ZKD je bio pobjednik, Varaždinsko športsko društvo je bilo doprvak.

## Momčadi
Favorit je bio zagrebački HAŠK, jer je sezonu prije na prvenstvu u Ljubljani bio najbolja hrvatska momčad, plasiravši se na drugo mjesto iza prvaka Ilirije. 
Od hrvatskih su klubova aktivni bili Primorac i Marathon.
VŠD je igrao u sastavu Paver, Pintač, Klobučarić, Vojteovski, Vrančić II, Antolić, Vrančić I, Matošić i Guši. Utakmice su igrane i tri dana uzastopno uz naporna putovanja.
- Varaždin, 5. siječnja 1940.: VŠD - HAŠK 2:1

- Zagreb, 5. siječnja 1940.: ZKD - Primorac 3:0

## Poluzavršnica
- Karlovac, 6. siječnja: KSU - VŠD 0:1

Utakmicu je obilježio skandal. Nakon što su mjeritelji vremena označili kraj, Karlovčani su ubacili pak u VŠD-ov gol, a Varaždinci prosvjedovali. Na finale su otišli VSD i KSU. Savez je vodio istragu te je nakon što je saslšao obje srane, proglasio je VŠD finalistom i 1:0 kao važeći rezultat.
- Zagreb, 6. siječnja: ZKD - Maraton 6:2 (poluzavršnica)

## Završnica
- Završnica se je igrala u Zagrebu 7. siječnja. VŠD je izgubio od ZKD-a 0:6 (0:1, 0:3. 0:2). Rezultat nije odražavao pravo stanje na klizalištu. Obje su strane bile ravnopravne, VŠD je bio lošije sreće, no umor od putovanja i gustog rasporeda utakmica uzeo je danak.